# SMS Kaiser Karl VI
O SMS Kaiser Karl VI foi um cruzador blindado operado pela Marinha Austro-Húngara. Sua construção começou nos estaleiros da Stabilimento Tecnico Triestino em Trieste em junho de 1896 e foi lançado ao mar pouco mais de dois anos depois em outubro de 1898, sendo comissionado na frota austro-húngara em maio de 1900. Era armado com uma bateria principal de dois canhões de 240 milímetros em torres de artilharia únicas, possuía um deslocamento carregado de quase sete mil toneladas e alcançava uma velocidade máxima de vinte nós (37 quilômetros por hora).
O cruzador passou sua primeira década alternando serviço entre as esquadras de treinamento e reserva junto com o SMS Sankt Georg. Realizou uma viagem para a América do Sul em 1910, a última transatlântica de um navio de guerra austro-húngaro. O Kaiser Karl VI foi mobilizado com o início da Primeira Guerra Mundial em 1914, porém passou a maior parte do conflito inativo e atracado em Cátaro. Isto levou a um motim em fevereiro de 1918 que foi rapidamente subjugado. Foi descomissionado e entregue ao Reino Unido depois do fim da guerra, sendo desmontado em 1920.

## Desenvolvimento
O vice-almirante barão Maximilian Daublebsky von Sterneck, o comandante da Marinha Austro-Húngara, começou uma reorientação de estratégia naval a partir de meados da década de 1880. Sua frota até então era centrada em grandes navios ironclads, porém o almirante barão Friedrich von Pöck, seu antecessor, não tinha conseguido construir mais embarcações desse tipo pela recusa dos parlamentos austríaco e húngaro de lhe concederem orçamentos suficientes. Sterneck decidiu adotar os conceitos da francesa Jeune École, que sugeriam que flotilhas de barcos torpedeiros baratos poderiam defender um litoral contra uma frota de couraçados. Os barcos torpedeiros teriam o apoio daquilo que Sterneck chamou de "cruzadores abalroadores", que protegeriam os navios menores de cruzadores inimigos.
Sterneck, em seu plano de 1891, propôs que o futuro da Marinha Austro-Húngara consistiria em quatro esquadras, cada uma formada por um cruzador abalroador, um cruzador torpedeiro, um barco torpedeiro grande e seis barcos torpedeiros pequenos. As primeiras três esquadras seriam lideradas pelos cruzadores protegidos do Classe Kaiser Franz Joseph I e pelo cruzador blindado SMS Kaiserin und Königin Maria Theresia, então prestes a ser construído. A equipe de projeto começou os trabalhos em um quarto cruzador em 1891. Três propostas foram consideradas: a primeira era modelada a partir da Classe Kaiser Franz Joseph I, a segunda a partir dos pequenos cruzadores torpedeiros da Classe Panther e a terceira derivada do cruzador protegido britânico HMS Royal Arthur. Todos os projetos tinham um deslocamento de 5 170 toneladas. Entretanto, oficiais navais que se opunham às teorias de Sterneck o forçaram a adiar um quarto cruzador em favor de novos navios capitais, que se tornaram os navios de defesa de costa da Classe Monarch.
Os opositores de Sterneck acreditavam que os novos cruzadores deveriam ficar em sua própria esquadra e atuarem junto com a frota principal de batalha, assim começaram em 1894 preparações para um novo cruzador blindado. Três propostas foram apresentadas, duas pelo arquiteto naval Josef Kellner e a uma pelo arquiteto naval Viktor Lollok. O primeiro projeto de Kellner era similar ao Kaiserin und Königin Maria Theresia com 5,9 mil toneladas de deslocamento, a mesma bateria principal de dois canhões de 240 milímetros e oito canhões de 149 milímetros. O segundo projeto era muito parecido com o primeiro, mas tinha um arranjo de armamentos diferentes, um deslocamento de 6,1 mil toneladas e duas chaminés em vez da uma. O projeto de Lollok também tinha 6,1 mil toneladas, mas quatro dos canhões de 149 milímetros ficariam em montagens abertas no convés superior, diferente dos oito canhões em casamatas no convés principal dos outros projetos.
O comando naval escolheu a segunda proposta de Kellner, porém exigiu uma mudança para caldeiras de tubos d'água a fim de maior potência, o que forçou uma terceira chaminé. O navio também recebeu as versões mais modernas das armas de 240 milímetros fabricadas pela alemã Krupp. O novo cruzador seria aproximadamente mil toneladas maior que o Kaiserin und Königin Maria Theresia e significativamente mais eficiente, sendo um nó mais rápido, com armamento mais poderoso e blindagem mais pesada.

## Características

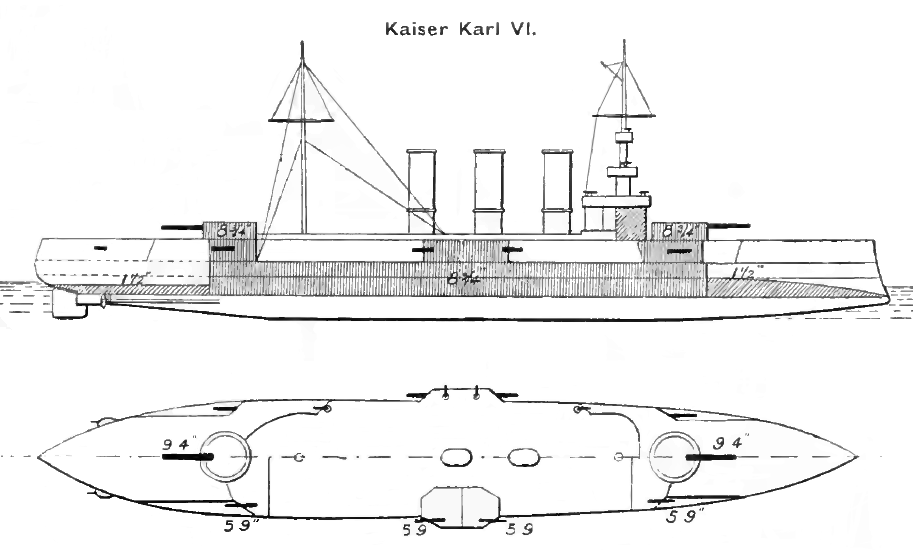
Desenho do Kaiser Karl VI

O Kaiser Karl VI tinha 117,9 metros de comprimento da linha de flutuação e 118,96 metros de comprimento de fora a fora. Tinha uma boca de 17,27 metros e calado de 6,75 metros. Seu deslocamento projetado era de 6 265 toneladas, enquanto o deslocamento carregado chegava a 6 974 toneladas. O cruzador foi finalizado com mastros leves e uma superestrutura pequena em consequência das experiências adquiridas pela Marinha Austro-Húngara com os problemas de estabilidade do Kaiserin und Königin Maria Theresia. A tripulação variava entre 535 e 550 oficiais e marinheiros. Havia dois mastros com postos de observação.
O sistema de propulsão consistia em dois motores de tripla-expansão com quatro cilindros que giravam duas hélices. Os motores foram construídos pela Stabilimento Tecnico Triestino em Trieste, a mesma que construiu a embarcação. O vapor provinha de caldeiras de tubos d'água Belleville produzidas pela britânica Maudslay, Sons and Field. Os motores tinham uma potência indicada de doze mil cavalos-vapor (8 830 quilowatts) para uma velocidade máxima de vinte nós (37 quilômetros por hora), porém durante seus testes marítimos alcançou 20,83 nós (38,48 quilômetros por hora). O navio podia armazenar 510 toneladas de carvão normalmente e até 830 toneladas em tempos de guerra.
O Kaiser Karl VI era armado com uma bateria principal de dois canhões Krupp K94 calibre 40 de 240 milímetros montados em duas torres de artilharia únicas na linha central, uma na proa e outra na popa. A bateria secundária tinha oito canhões SK calibre 40 de 149 milímetros montados individualmente em casamatas no convés principal, duas em cada lado em plataformas à meia-nau e as outras quatro nas laterais abaixo das torres de artilharia. Também era armado com dezesseis canhões Škoda calibre 44 de 47 milímetros e dois canhões Hotchkiss calibre 33 de 47 milímetros para defesa contra barcos torpedeiros. O navio também carregava várias armas menores, incluindo duas metralhadoras de 8 milímetros e dois canhões de 70 milímetros. Por fim, o Kaiser Karl VI era equipado com dois tubos de torpedo de 450 milímetros, um em cada lateral.
A blindagem era feita de blindagem Harvey. O cinturão de blindagem tinha 220 milímetros de espessura na parte central que protegia depósitos de munição e maquinários, reduzindo-se para 170 milímetros nas extremidades. Seu convés blindado tinha entre quarenta e sessenta milímetros de espessura. Suas torres de artilharia tinham frentes de duzentos milímetros, já casamatas tinham oitenta milímetros de espessura. A torre de comando tinha laterais de duzentos milímetros e teto de cem milímetros.

## História

### Tempos de paz

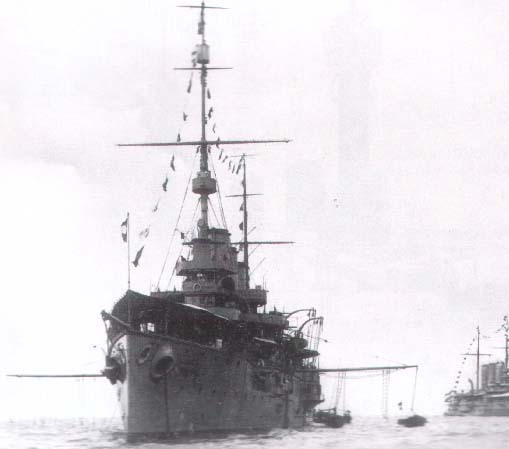
O Kaiser Karl VI em 1906

O batimento de quilha do Kaiser Karl VI ocorreu em 1º de junho de 1896 na Stabilimento Tecnico Triestino e seu casco foi lançado ao mar em 4 de outubro de 1898. Foi nomeado em homenagem ao imperador Carlos VI do Sacro Império Romano-Germânico. Seguiram-se os trabalhos de equipagem, que duraram até 23 de maio de 1900, quando foi comissionado na frota austro-húngara.
Desde sua entrada em serviço a embarcação serviu frequentemente na esquadra de treinamento junto dos três navios de defesa de costa da Classe Monarch, porém ela alternava esses deveres na esquadra com o cruzador blindado SMS Sankt Georg. Os navios da esquadra de treinamento eram geralmente desmobilizados ao final da temporada anual de treinamento e colocados na esquadra de reserva, que era mantida em estado de prontidão parcial. O Kaiser Karl VI atuou em 1900 como a capitânia do contra-almirante conde Rudolf Montecuccoli na esquadra de treinamento, tendo a companhia do Kaiserin und Königin Maria Theresia. Durante as manobras de treinamento de 1901 atuou como a capitânia do contra-almirante G. von Brosch, o comandante da esquadra de reserva.
O Kaiser Karl VI realizou em meados de 1910 o último cruzeiro transatlântico de um navio de guerra austro-húngaro, quando visitou o Brasil, Uruguai e Argentina. Em 25 de maio representou a Áustria-Hungria nas celebrações do centenário da Revolução de Maio.

### Primeira Guerra
O arquiduque Francisco Fernando, herdeiro presuntivo do trono austro-húngaro, foi assassinado em 28 de junho de 1914; isto levou à Crise de Julho e consequentemente ao início da Primeira Guerra Mundial em 28 de julho. O cruzador de batalha alemão SMS Goeben e o cruzador rápido SMS Breslau procuraram a proteção da Marinha Austro-Húngara, assim o almirante Anton Haus enviou sua frota, incluindo o Kaiser Karl VI, para o sul em 7 de agosto com o objetivo de ajudar os alemães. O contra-almirante Wilhelm Souchon, comandante do Goeben, pretendia usar a movimentação austro-húngara para distrair a Frota do Mediterrâneo britânica em perseguição, conseguindo assim levar seus navios para Constantinopla, capital do Império Otomano. As embarcações austro-húngaras retornaram para o porto sem nunca terem enfrentado a força britânica.
Baterias montenegrinas no Monte Lovćen começaram a bombardear a base austro-húngara de Cátaro em 8 de agosto. O Kaiser Karl VI era na época o único grande navio de guerra no porto, assim ele ajudou a artilharia local a enfrentar as armas inimigas. Os artilheiros do Exército Austro-Húngaro tiveram ajuda de hidroaviões que conseguiam avistar onde os disparos caíam. Os três navios da Classe Monarch chegaram em 13 de setembro a fim de fortalecer a força local. Artilharia francesa chegou em Montenegro cinco dias depois para reforçar as armas em Lovćen e com o objetivo de capturar o porto, o que fez os austro-húngaros enviarem o couraçado pré-dreadnought SMS Radetzky com seus canhões de 305 milímetros. As baterias francesas e montenegrinas foram silenciadas em 27 de outubro e os franceses abandonaram sua tentativa de tomar Cátaro.

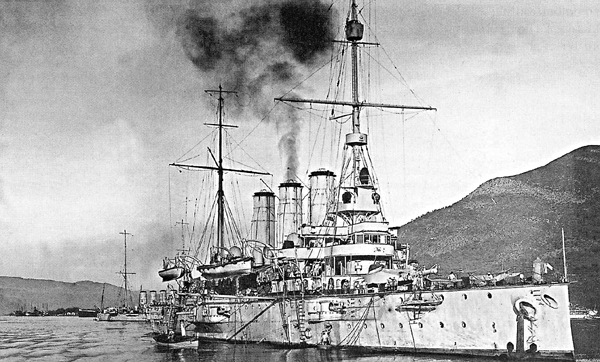
O Kaiser Karl VI c. 1916

A mobilização da frota foi finalizada no final de agosto e o Kaiser Karl VI foi designado para a I Divisão de Cruzadores, comandada pelo vice-almirante Paul Fiedler. A formação passou a maior parte da guerra em Cátaro, pois os cruzadores blindados eram muito lentos para operar junto com os novos cruzadores de reconhecimento da Classe Novara, que realizavam a maior parte das operações ofensivas. A Itália declarou guerra contra a Áustria-Hungria em maio de 1915. A Marinha Austro-Húngara continuou sua estratégia de atuar como uma frota de intimidação, prendendo na região vários ativos navais dos Aliados. Haus esperava que contratorpedeiros e minas navais poderiam reduzir a superioridade numérica italiana antes que uma batalha decisiva pudesse ser travada.
Os longos períodos de inatividade começaram a desgastar as tripulações de vários dos navios ancorados em Cátaro no início de 1918, incluindo aqueles do Kaiser Karl VI. Um motim, posteriormente chamado de Motim de Cátaro, estourou em 1º de fevereiro, começando a bordo do Sankt Georg e rapidamente se espalhando para o Kaiser Karl VI. Os oficiais das embarcações foram confinados em seus aposentos enquanto um comitê de marinheiros se encontrou para formular uma lista de exigências, que incluíam períodos mais longos de licença, melhores provisões alimentícias e até mesmo o fim da guerra, sendo muito baseados nos Quatorze Pontos do presidente norte-americano Woodrow Wilson. Baterias costeiras leais ao governo abriram fogo no dia seguinte contra o ironclad SMS Kronprinz Erzherzog Rudolf, o que fez com que muitos dos navios amotinados abandonassem seus esforços. Bandeiras vermelhas foram abaixadas do Kaiser Karl VI no final do dia e ele passou para o lado dos navios legalistas no porto. Os três couraçados pré-dreadnought da Classe Erzherzog Karl chegaram em Cátaro na manhã seguinte, o que convenceu os últimos amotinados a se renderem. Julgamentos dos líderes logo começaram e quatro homens foram executados.
A maioria dos navios obsoletos da Marinha Austro-Húngara, incluindo o Kaiser Karl VI, foram descomissionados após o Motim de Cátaro a fim de reduzir o número de embarcações paradas. A Áustria-Hungria assinou o Armistício de Villa Giusti com a Itália em 3 de novembro, encerrando sua participação na guerra. O Kaiser Karl VI acabou entregue ao Reino Unido como prêmio de guerra sob os termos do Tratado de Saint-Germain-en-Laye. Foi vendido para quebra-navios na Itália e desmontado após 1920.